# Jerzy Miatkowski
Jerzy Miatkowski ps. Zawada (ur. 8 czerwca 1923 w Jabłonnie, zm. 7 marca 1949 w Warszawie) – porucznik, żołnierz Armii Krajowej, uczestnik powstania warszawskiego, członek Zrzeszenia „Wolność i Niezawisłość” w okresie powojennym, adiutant mjr. Hieronima Dekutowskiego „Zapory”. Stracony w więzieniu mokotowskim.

## Życiorys

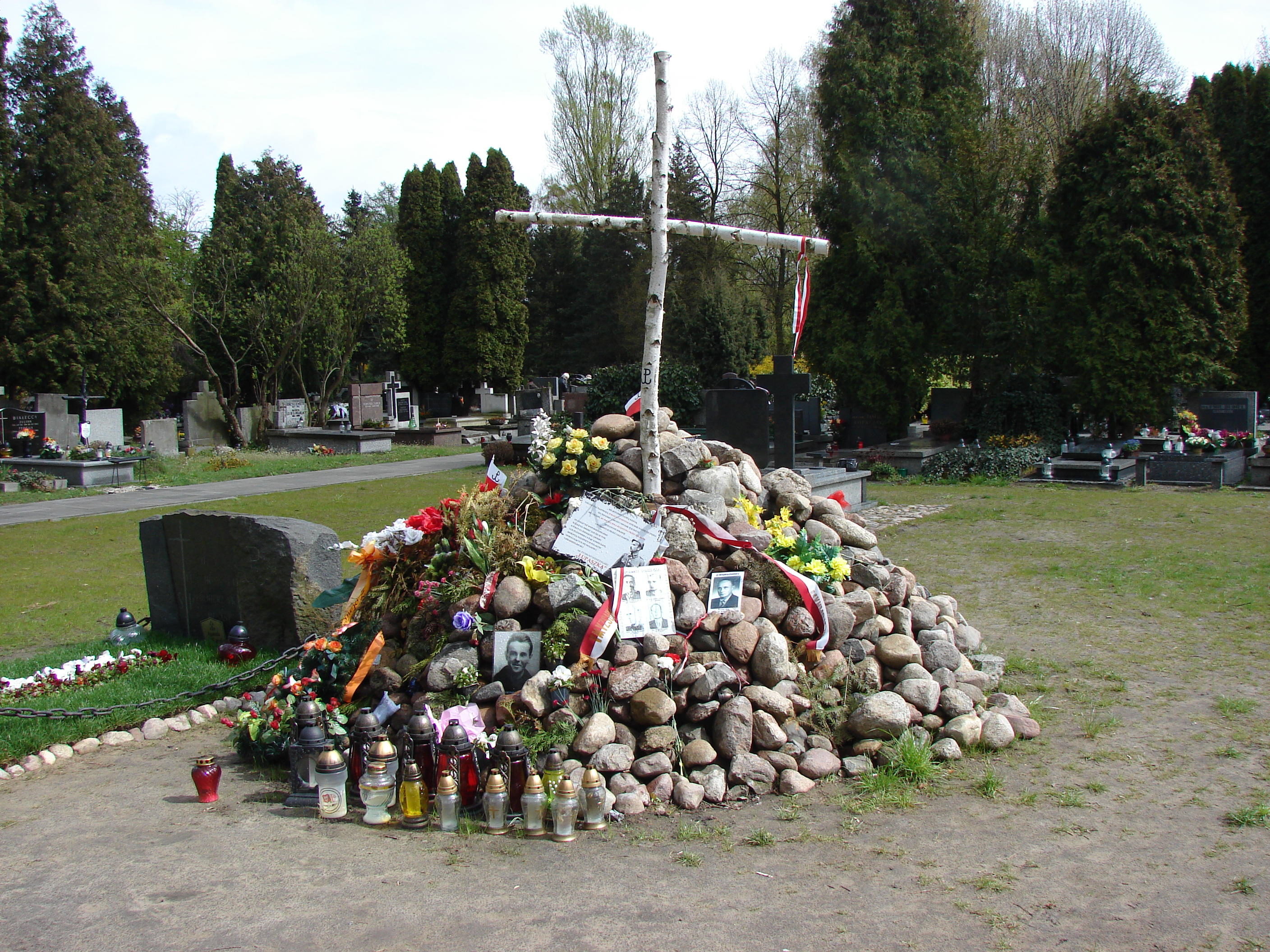
Tymczasowe miejsce pamięci w Kwaterze na Łączce

Był synem Józefa i Janiny z domu Śmieciszewskiej. Ukończył cztery klasy gimnazjum. W 1943 r. wstąpił do AK. Był uczestnikiem powstania warszawskiego – walczył w Śródmieściu w oddziale porucznika „Tadeusza”. Po upadku powstania trafił do niemieckiego obozu jenieckiego Stalag 344 Lamsdorf w Lamsdorf (Łambinowice), skąd później został ewakuowany nad Ren, gdzie transport wyzwolony został przez wojska amerykańskie. Do Polski powrócił w grudniu 1945.
W styczniu 1946 r. został przyjęty do pododdziału Jana Szaciłowa „Renek” należącego do oddziału Hieronima Dekutowskiego „Zapory”, podlegającego Inspektoratowi Lublin Zrzeszenia „Wolność i Niezawisłość”. Nosił pseudonim „Zawada”. W lipcu 1946 „Zapora” mianował go swoim adiutantem i od tego czasu przebywał z komendantem.
Wiosną 1947 r. ujawnił się w czasie tzw. amnestii dla podziemia niepodległościowego, został urlopowany z oddziału i zamieszkał u rodziców w Warszawie. Jesienią 1947 r. zdecydował się na próbę ucieczki na Zachód wraz z grupą żołnierzy mjr. Hieronima Dekutowskiego „Zapory” zagrożonych aresztowaniem. Jednak w wyniku zdrady i prowokacji zorganizowanej przez UB z Katowic wszyscy oni zostali podstępnie aresztowani w punkcie kontaktowym w Nysie. Jerzy Miatkowski został tam zatrzymany 15 lub 16 września 1947 roku. Następnie trafił do centralnego więzienia MBP w Warszawie na Mokotowie.
Wyrokiem Wojskowego Sądu Rejonowego w Warszawie z 15 listopada 1948 r. został przez sędziów: majora Józefa Badeckiego, kapitana Józefa Kanteckiego i kaprala Ryszarda Wasilewskiego skazany na karę śmierci. Wyrok podtrzymał Najwyższy Sąd Wojskowy w składzie pułkownik Józef Dziowe, podpułkownik Alfred Janowski i pułkownik Józef Warecki, a Bolesław Bierut decyzją 28 lutego 1949 nie skorzystał z prawa łaski.
Porucznik Jerzy Miatkowski został stracony 7 marca 1949 r. razem z sześcioma towarzyszami walki: majorem Hieronimem Dekutowskim, Romanem Grońskim, Stanisławem Łukasikiem, Tadeuszem Pelakiem, Edmundem Tudrujem i Arkadiuszem Wasilewskim w więzieniu mokotowskim przy ul. Rakowieckiej w Warszawie. Jego zwłoki zostały przez organa bezpieczeństwa publicznego potajemnie pogrzebane na tzw. „Łączce” na terenie Cmentarza Wojskowego na Powązkach w Warszawie.
W 1994 i 1995 został zrehabilitowany wyrokami Sądu Wojskowego w Warszawie.

### Identyfikacja
28 lutego 2014, podczas uroczystości w Belwederze z udziałem prezydenta RP Bronisława Komorowskiego, Rada Ochrony Pamięci Walk i Męczeństwa, Pomorski Uniwersytet Medyczny w Szczecinie i Instytut Pamięci Narodowej ogłosiły, że zidentyfikowano szczątki Jerzego Miatkowskiego wśród ofiar pomordowanych przez organa bezpieczeństwa publicznego w latach 1945–1956, pochowanych w Kwaterze na Łączce przy murze cmentarnym Cmentarza Wojskowego na Powązkach w Warszawie. Identyfikację szczątków odnalezionych na kwaterze „Ł” przeprowadzono w ramach Projektu Poszukiwań Miejsc Pochówku i Identyfikacji Ofiar Totalitaryzmów Polskiej Bazy Genetycznej Ofiar Totalitaryzmów.

## Order
Postanowieniem prezydenta Lecha Kaczyńskiego z 15 listopada 2007 r., w 59. rocznicę skazania przez Wojskowy Sąd Rejonowy w Warszawie na karę śmierci siedmiu „Żołnierzy Wyklętych, został za wybitne zasługi dla niepodległości Rzeczypospolitej Polskiej odznaczony Krzyżem Oficerskim Orderu Odrodzenia Polski.